# Юный сердцем
«Юный сердцем» (англ. «Young at Heart») — шестнадцатый эпизод первого сезона сериала «Секретные материалы», главные герои которого — специальные агенты ФБР Фокс Малдер (Дэвид Духовны) и Дана Скалли (Джиллиан Андерсон) — расследуют сложно поддающиеся научному объяснению преступления, называемые «Секретными материалами».
В данном эпизоде Малдер узнаёт от своего бывшего начальника об ограблении ювелирного магазина. Судя по почерку преступника, нападение совершил фигурант первого дела Малдера в ФБР — Джон Барнетт, который, как считалось, умер в тюрьме несколькими годами ранее. Эпизод принадлежит к типу «монстр недели» и не связан с основной «мифологией сериала», заданной в пилотной серии.
Премьера эпизода состоялась 11 февраля 1994 года на телеканале FOX. Общее количество домохозяйств США, видевших премьерный показ, оценивается в 6 800 000. От критиков эпизод получил преимущественно отрицательные отзывы, главным образом, из-за вторичности сюжета.

## Сюжет
В 1989 году в здании федерального исправительного учреждения Ташму (Пенсильвания) заключенный-инвалид Джо Крэндалл слышит крики из тюремного лазарета. Внутри он видит тюремного доктора Джо Ридли, ампутирующего руку приятелю Крэндалла — заключенному Джону Барнетту. Несмотря на то, что Ридли угрожает Крэндаллу скальпелем и говорит, что Барнетт мертв, тот не верит, видя, как лежащий на операционном столе Барнетт изредка моргает.
Четырьмя годами позже Фокс Малдер узнает от своего бывшего руководителя, Рэджи Пурдье, о записке, найденной после ограбления ювелирного магазина, явно адресованной Малдеру. Такие же записки когда-то оставлял грабитель и убийца Джон Барнетт, которого Малдер помог упрятать за решётку во время своего первого дела. Хотя Барнетт, по официальным данным, умер в тюрьме, записка явно написана его рукой.
Пурдье показывает Дане Скалли старое видео с задержания Барнетта, из которого понятно, что Малдер, действуя по инструкции, не стрелял в Барнетта, когда тот взял заложника. Из-за нерешительности Малдера Барнетт убил заложника и коллегу-агента, участвовавшего в задержании. Скалли обнаруживает, что причиной смерти Барнетта был указан «сердечный приступ», но в истории болезни заключенного не было проблем с сердцем, а в лазарет он попал из-за проблем с рукой. Тем временем Барнетт оставляет Малдеру в его машине ещё одну записку вместе с их со Скалли фотографией возле ограбленного ювелирного магазина.
Малдер и Скалли посещают тюрьму и встречаются с Крэндаллом, который подробно пересказывает им о происшествии 1989 года. Барнетт подначивает Малдера по телефону, а ночью проникает в дом к Пурдье и душит его рукой, похожей на лапу саламандры. Скалли проверяет прошлое доктора Ридли, подписавшего свидетельство о смерти Барнетта, и обнаруживает, что его медицинская лицензия была аннулирована в 1979 г. по причине должностного преступления: доктор проводил незаконные медицинские эксперименты на младенцах, больных прогерией — болезнью, вызывающей преждевременное старение. Малдер предполагает, что эксперименты Ридли позволили ему найти способ повернуть процесс старения вспять.
Барнетт проникает в квартиру Скалли, которая в это время печатает отчет в другой комнате. Услышав скрип половиц, Скалли берет оружие, но её отвлекает стук в дверь, за которой неожиданно оказывается доктор Ридли. Барнетт тихо покидает квартиру Скалли через другой выход. Ридли рассказывает Скалли и приехавшему Малдеру, что ему удалось обратить процесс старения Барнетта после того, как он заменил ему руку с использованием клеток саламандры, но Барнетт украл исследования доктора. Малдер встречается со своим информатором — Глубокой Глоткой, и тот подтверждает историю учёного, сообщая также, что правительство ведет переговоры с Барнеттом о покупке работ Ридли.
Скалли обнаруживает, что кто-то дистанционно прослушивает сообщения на её автоответчике, и в лаборатории находит на аппарате отпечаток пальца Барнетта. Малдер решает провести операцию по захвату преступника на концерте подруги Скалли, о котором Барнетт узнал из сообщения на автоответчике.
Агенты ФБР ждут появления Барнетта в концертном зале, но тот проходит незамеченным из-за своей юной внешности и притворяется настройщиком рояля. Выйдя в фойе, он стреляет в Скалли и убегает, захватив виолончелистку в заложники. В этот раз Малдер не колеблется по поводу стрельбы в Барнетта и смертельно ранит его. Оказывается, что Скалли была одета в бронежилет, который остановил пулю Барнетта. Несмотря на усилия докторов и странного человека, которого Малдер принимает за агента ЦРУ, реанимировать Барнетта не удаётся — он умирает, забирая с собой в могилу секрет исследований Ридли.
Эпизод заканчивается крупным планом номера ячейки камеры хранения № 935 на железнодорожном вокзале, где предположительно хранятся исследования Ридли и последняя уловка Барнетта — бомба, которая однажды будет обнаружена.

## Съёмки
Сценарий к эпизоду был написан фрилансером Скоттом Кауфером, знакомым Криса Картера и бывшим сотрудником журнала California и отдела комедийных проектов компании Warner Bros. Картер переписал сценарий, добавив концепцию приращения саламандровой руки Барнетту. Отдел стандартов и правил телекомпании FOX оспаривал у продюсеров сцену удушения Барнеттом Рэджи Пердю; в итоге сцена была сокращена по времени.
Отснятый материал с девочкой, больной прогерией, был сделан после того, как команда сериала связалась с «Обществом больных прогерией» и познакомилась с семьей Кортни Арсьяга, страдавшей от этого заболевания. Она и её родные оказались большими фанатами сериала, и были приглашены из Сан-Диего в Ванкувер, чтобы сняться в сцене. Ответственный продюсер сериала Роберт Гудвин впоследствии называл серию одним из самых эмоциональных эпизодов первого сезона, так как он провёл в компании больной девочки много времени.
В данном эпизоде Уильям Б. Дэвис появляется уже второй раз в сериале, хотя его роль обозначена всего лишь как «агент ЦРУ», тогда как персонаж Рэджи Пердю позже будет связан с эпизодом «Бумажные сердечки» (4 сезон) и эпизодом «Необычные подозреваемые» (5 сезон).
Режиссёр серии Майкл Лэнг вспоминал, что ему очень понравился сценарий, и он старался максимально придерживаться его при съёмках. На съёмочной площадке Лэнг получил свободу действий и пробовал необычные кинематографические приёмы. Например, кульминационная сцена, в которой Малдер стреляет в молодого Барнетта, снималась при помощи наезда камеры снизу вверх и последующим крупным планом лица Барнетта. По словам режиссёра, это «практически была съёмка в нос и она была довольно-таки дезориентирующей». Однако Лэнг сожалел, что такая интригующая тема, как исследования доктора по обращению процесса старения вспять, не была развёрнута более подробно.

## Эфир и отзывы
Премьера «Юного сердцем» состоялась на телеканале FOX 11 февраля 1994 года. По шкале Нильсена эпизод получил рейтинг в 7,2 балла с 11-процентной долей, означающий, что из всех телевизоров в домохозяйствах США, 7,2 процента работали в вечер премьеры, и 11 процентов из их числа были настроены на просмотр «Секретных материалов». Общее количество домохозяйств, видевших премьерный показ, оценивается в 6,8 миллиона.
От критиков эпизод получил преимущественно отрицательные отзывы. В ретроспективном обзоре первого сезона Entertainment Weekly присвоил эпизоду оценку «C» (два балла из четырёх), назвав его «высосанным из пальца», а основную концепцию — «неоригинальной». Зак Хэндлен в статье для The A.V. Club описал серию как «небрежной, плохо смонтированной» и «совершенно незахватывающей», выделив «натужную» манеру привязки второстепенных героев к прошлому Малдера. Мэтт Хэй в обзоре на сайте Den of Geek выразил смешанные чувства по поводу эпизода, сравнив его с Quincy, M.E. — американским драматическим сериалом о патологоанатоме, который работает над делами, где люди умерли странной смертью — и заявив, что серия «просто не была достаточно необычной» для «Секретных материалов». Кристофер Шарретт в книге Mythologies of Violence in Postmodern Media (рус. Мифология насилия в постмодернистских медиа) сравнил «Юный сердцем» с «Бумажными сердечками», сказав, что в обоих эпизодах присутствует высочайшая ирония и скрытая идея сериала, что касается Малдера: в обоих эпизодах агент лишает себя и других доступа к важной информации, убивая единственных её носителей, тем самым демонстрируя, что «несмотря на то, что Малдер сидит за рулём машины, он часто приводит её в никуда».